# 1 Rosyjska Grupa przy Oddziale 1C sztabu XXXVIII Korpusu Armijnego
1 Rosyjska Grupa przy Oddziale 1C sztabu XXXVIII Korpusu Armijnego (ros. 1-я русскaя группa при отделе 1Ц штаба XXXVIII армейского корпуса)

## Historia
W 1942 r. we wsi Sludica w rejonie Lubania przy Oddziale 1C (wywiad i kontrwywiad) niemieckiego  XXXVIII Korpusu Armijnego 18 Armii została sformowana niewielka grupa wojskowa złożona z byłych jeńców wojennych-czerwonoarmistów i przedstawicieli miejscowej ludności. Liczyła ona 11 osób. Na jej czele stanął b. porucznik Armii Czerwonej Aleksiej G. Tulinow, który otrzymał pseudonim "Schmeling" lub "Schmeleng". Grupa była podporządkowana szefowi Oddziału 1C XXXVIII Korpusu Armijnego mjr. Skawronskiemu, który był Bałtyckim Niemcem. Jej działalność obejmowała obszar obwodu leningradzkiego i pskowskiego. Do zadań grupy należało prowadzenie działań wywiadowczych wśród partyzantów i miejscowej ludności, agitacja antysowiecka, uczestniczenie w przesłuchaniach schwytanych partyzantów, prowadzenie werbunku do niemieckich służb wywiadowczych. Na początku 1944 r. grupa przeszła na obszar okupowanej Estonii, potem Łotwy, trafiając ostatecznie do Prus Wschodnich, gdzie została rozformowana. Porucznik A. G. Tulinow pod koniec 1944 r. wstąpił do nowo formowanych Sił Zbrojnych Komitetu Wyzwolenia Narodów Rosji. Służył w oddziale wywiadowczym sztabu Sił Zbrojnych KONR.